# Slawi Mutafow
Slawi Mutafow (bulgarisch Слави Мутафов, englisch Slavi Mutafov; * 28. März 2000) ist ein bulgarischer Leichtathlet, der sich auf den Sprint spezialisiert hat.

## Sportliche Laufbahn
Erste internationale Erfahrungen sammelte Slawi Mutafow im Jahr 2018, als er bei den U20-Balkan-Meisterschaften in Istanbul in 11,16 s den siebten Platz im 100-Meter-Lauf belegte. Im Jahr darauf gelangte er bei den U20-Balkan-Meisterschaften in Cluj-Napoca mit 10,89 s auf den fünften Platz über 100 m sowie mit 42,53 s auch mit der bulgarischen 4-mal-100-Meter-Staffel. 2022 klassierte er sich dann bei den Balkan-Hallenmeisterschaften in Istanbul mit 6,81 s auf dem achten Platz im 60-Meter-Lauf. Im Juni belegte er bei den Freiluft-Balkan-Meisterschaften in Craiova in 10,51 s den fünften Platz über 100 Meter. Im Jahr darauf wurde er bei der 2. Liga der Team-Europameisterschaft im Rahmen der Europaspiele in Chorzów in 21,20 s Sechster über 200 Meter und gelangte mit der Staffel mit 40,05 s auf den fünften Platz. Anschließend verpasste er bei den Balkan-Meisterschaften in Kraljevo mit 10,74 s den Finaleinzug über 100 Meter und gelangte über 200 Meter mit 21,53 s auf den fünften Platz im B-Lauf.
In den Jahren 2022 und 2023 wurde Mutafow bulgarischer Meister im 100-Meter-Lauf und 2022 und 2023 Hallenmeister im 60-Meter-Lauf. Zudem wurde er 2023 Landesmeister im 200-Meter-Lauf im Freien.

## Persönliche Bestleistungen
- 100 Meter: 10,40 s (+0,6 m/s), 11. Juni 2022 in Weliko Tarnowo
  - 60 Meter (Halle): 6,69 s, 28. Januar 2023 in Sofia
- 200 Meter: 21,01 s (+0,7 m/s), 3. Juni 2023 in Gabrowo